# Kytmanovskij rajon
Il Kytmanovskij rajon (in russo Кытмановский район?) è un rajon del kraj dell'Altaj, nella Russia asiatica.